# Piraci z Karaibów: Na nieznanych wodach
Piraci z Karaibów: Na nieznanych wodach (ang. Pirates of the Caribbean: On Stranger Tides) – amerykański film przygodowy fantasy w reżyserii Roba Marshalla, czwarta odsłona z serii Piraci z Karaibów. Scenariusz do filmu napisali Ted Elliott i Terry Rossio. Muzykę do filmu skomponowali Hans Zimmer i Rodrigo y Gabriela, natomiast autorem zdjęć jest Dariusz Wolski. Producentem filmu jest Jerry Bruckheimer. W filmie wystąpili m.in. Johnny Depp jako Kapitan Jack Sparrow, Geoffrey Rush jako Kapitan Hektor Barbossa, Penélope Cruz jako Angelica oraz Ian McShane jako Czarnobrody. Fabuła filmu opowiada o tym, jak Kapitan Jack Sparrow, do którego dołącza później Angelika, wyruszają w podróż w poszukiwaniu Fontanny Młodości, którą pragnie znaleźć również słynny i legendarny pirat Czarnobrody.
Fabuła filmu została oparta na powieści Na Nieznanych Wodach z 1988 roku autorstwa Tima Powersa.
Oficjalna światowa premiera produkcji Jerry’ego Bruckheimera odbyła się 20 maja 2011 roku na terenie USA. Również w Polsce pierwszy kinowy pokaz filmu odbył się 20 maja 2011.
W wybranych kinach produkcja jest dostępna w wersji 3D.

## Fabuła
Po ponownej utracie swojego ukochanego okrętu, Czarnej Perły, ścieżka życiowa kapitana Jacka Sparrowa ponownie krzyżuje się z Angeliką, kobietą z jego przeszłości i córką Edwarda Teacha, szerzej znanego jako Czarnobrody. Jack nie jest jednak pewien czy jest to miłość, czy próba wykorzystania go do odnalezienia legendarnej Fontanny Młodości. Zostaje zwerbowany do załogi statku Zemsta Królowej Anny, który jest własnością legendarnego pirata. Okazuje się, że statek ten skrywa wiele tajemnic m.in. żyje i słucha rozkazów kapitana, zieje ogniem, a jego załoga to przede wszystkim posłuszne mu zombie. Sam Czarnobrody kolekcjonuje zdobyte statki i zajmuje się voodoo. Jack odnajduje się w tej nieoczekiwanej przygodzie, jednak sam nie wie czego bardziej się w niej obawia: Czarnobrodego czy kobiety ze swojej przeszłości. Tymczasem wierny towarzysz pirata, Gibbs, zostaje pojmany przez angielskie władze i zaciągnięty do załogi kapitana Hektora Barbossy, który po kradzieży i straceniu Czarnej Perły został korsarzem. On, a także Hiszpanie, zmierzają do Źródła Młodości. Podczas podróży okazuje się, że Barbossie nie chodzi o Źródło, lecz o zemstę na Czarnobrodym, który zatopił Czarną Perłę.

## Kontekst historyczny
W filmie, mimo fikcyjności fabuły, pojawiają się odniesienia do historii. Do filmowych postaci, które faktycznie istniały, zalicza się kapitana Czarnobrodego, Ponce de Leóna oraz króla Wielkiej Brytanii Jerzego II. Historyczny jest także okręt Czarnobrodego – Queen Anne’s Revenge.

## Obsada
- Johnny Depp – kapitan Jack Sparrow
- Geoffrey Rush – kapitan Hektor Barbossa
- Penélope Cruz – Angelika, córka Czarnobrodego
- Ian McShane – Czarnobrody
- Kevin McNally – Joshamee Gibbs
- Stephen Graham – Scram[8]
- Greg Ellis – porucznik Theodore Groves
- Damian O’Hare – porucznik Gillette
- Sam Claflin – Philip[9]
- Keith Richards – kapitan Teague
- Astrid Bergès-Frisbey – syrena Serena[10]
- Gemma Ward – syrena Tamara
- Yūki Matsuzaki – Gahreng
- Paul Bazely – Salaman
- Robbie Kay – chłopiec pokładowy[10]
- Derek Mears – zombie
- Luke Roberts – kapitan straży[10]
- Richard Thomson – Derrick
- Richard Griffiths – król Jerzy II[10]
- Sebastian Armesto – król Ferdynand VI
- Anton Lesser – lord John Carteret
- Roger Allam – premier Henry Pelham

## Przed premierą filmu

### Tytuły

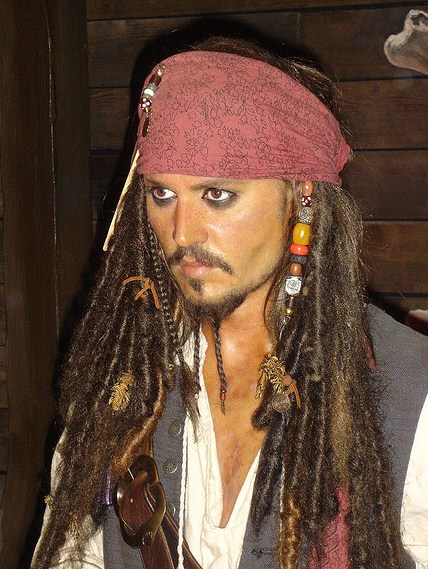
Jack Sparrow

W 2007 roku po wydaniu filmu Piraci z Karaibów: Na krańcu świata, wytwórnia Walt Disney Pictures ogłosiła możliwość nakręcenia kontynuacji trylogii o piratach. Proponowany tytuł czwartego filmu, zaaprobowany zarówno przez fanów jak i krytyków, był Piraci z Karaibów: Fontanna młodości.
Jednakże podczas D23 Expo w dniu 11 września 2009, Johnny Depp, występujący w „Piratach” jako kapitan Jack Sparrow, oficjalnie ogłosił, że tytuł czwartego filmu to Pirates of the Caribbean: On Stranger Tides (tytuł oryginalny, w języku angielskim). W kwietniu 2007 zostało potwierdzone przez Tima Powersa również to, że Disney zakupił prawa do sfilmowania jego powieści z 1988 roku, Na dziwniejszych pływach. Natomiast jeden ze scenarzystów serii filmowej Piraci z Karaibów, pisarz Terry Rossio stwierdził, że elementy powieści zostaną wprowadzone do scenariusza najnowszej produkcji o piratach.
Na początku grudnia 2010 roku oficjalny polski dystrybutor filmu, Forum Film Poland, ogłosił, że tytułem filmu będzie Piraci z Karaibów: Na nieznanych wodach.

### Zwiastuny
Oficjalny teaser filmu, w którym występuje osobiście Johnny Depp w roli kapitana Jacka Sparrowa, opublikowano w lipcu 2010.
Pierwszy oficjalny trailer został opublikowany w poniedziałek 13 grudnia 2010, na YouTube. Natomiast w kinach zwiastun został zaprezentowany w piątek 17 grudnia 2010 podczas premiery filmu Tron: Dziedzictwo w technice Disney Digital 3D i IMAX 3D. Drugi oficjalny zwiastun wydano w marcu 2011 roku. Oba trailery zostały opublikowane na oficjalnym kanale filmu - „DisneyPirates”.

## Produkcja

### Zdjęcia
Główne zdjęcia do filmu rozpoczęły się 14 czerwca 2010 roku na Hawajach. Filmowanie było zaplanowane tak, aby przenieść je później do Kalifornii w sierpniu 2010 roku. Niektóre sceny były kręcone w Pinewood Studios w Londynie.
Podczas gdy poprzednie filmy o Piratach z Karaibów zostały sfilmowane na Morzu Karaibskim, produkcja Na nieznanych wodach została nakręcona głównie na Hawajach.
Według Los Angeles Times, budżet filmu osiągnął 200 mln USD, o 100 mln dolarów USD mniej niż kosztowała trzecia część i o 25 mln USD mniej, niż druga część.

### Technika 3D
Czwarta część sagi Piraci z Karaibów jest pierwszym filmem z serii wyprodukowanym i wystawianym w kinach w technice trójwymiarowej, natomiast drugim filmem Jerry’ego Bruckheimera (pierwszym była Załoga G) i piątym Disneya, który używa standardu Dolby 7.1 surround sound.

### Obsada aktorska
W filmie w głównych rolach ponownie wystąpili Johnny Depp jako Kapitan Jack Sparrow i Geoffrey Rush jako Kapitan Hektor Barbossa. Po raz pierwszy w filmie zagrali natomiast Penélope Cruz występująca w roli Angeliki oraz Ian McShane jako słynny legendarny pirat Czarnobrody. Mimo tego, że w poprzednich częściach kluczowe role należały do Orlando Blooma i Keiry Knightley, odmówili oni udziału w produkcji filmu.

## Premiera filmu
Pierwszy pokaz filmu odbył się 7 maja 2011 w Anaheim w Kalifornii w Stanach Zjednoczonych. 11 maja we Francji na Festiwalu Filmowym w Cannes miał miejsce pierwszy pokaz filmu w Europie. Pierwsza kinowa premiera czwartej części Piratów z Karaibów, która była dostępna dla szerszej liczby widzów (nie licząc festiwali filmowych) odbyła się już 15 maja 2011 w Belgii. Od 18 maja film można oglądać w Wielkiej Brytanii, Norwegii, Szwecji, Francji i we Włoszech. Dzień później film zawitał do Australii, Gruzji, Izraelu, Węgier, Peru, Marsylii, Holandii, Kuwejtu, Turcji i Niemiec. Natomiast 20 maja premiera odbyła się w Brazylii, Meksyku, Japonii, Polsce, Hiszpanii, Islandii, Kolumbii, Wenezueli, Kanadzie, Indiach, USA oraz na Filipinach. Jedynym krajem, w którym premiery nie było 20 maja (lub przed tą datą), była Argentyna, gdzie premiera została zaplanowana na 9 czerwca 2011.
W wybranych kinach film jest dostępny w wersji Disney Digital 3D, IMAX 3D oraz cyfrowej technologii RealD Cinema, jak również w tradycyjnym formacie dwuwymiarowym i wersji IMAX w kinach bez technologii 3D.

## Box office
Podczas oficjalnej premiery „Piratów 4” dnia 20 maja 2011 roku film zarobił na całym świecie 350,6 mln dolarów amerykańskich i obecnie zajmuje piątą pozycję wśród listy zawierającej najlepsze otwarcia weekendowe w historii kina. Tylko w Stanach Zjednoczonych film w ten pierwszy weekend uzyskał dochody na wysokości 90,2 mln dolarów. Natomiast poza USA film zarobił ogólnie 260,4 mln dolarów ustanawiając tym samym nowy rekord świata w tej kategorii wyników. Zaledwie dwa miesiące później wynik ten poprawił Harry Potter 7 (Część II) osiągając 314 mln dolarów.
Wpływy z tytułu sprzedanych biletów na dzień 4 sierpnia 2011 wynoszą 1.033.033.768 dolarów. Na tę sumę składają się dwa wyniki box office'a: amerykańskiego - 238 mln USD, oraz z pozostałych krajów świata - 795 mln USD. Dochody z kin w Stanach Zjednoczonych wynoszą obecnie zaledwie 23% całej sumy, podczas gdy w przypadku pierwszego filmu wyniósł około 47%, a drugiego i trzeciego odpowiednio 40% i 32% przychodów. Obecny wynik daje „Piratom 4” trzecie miejsce na liście najbardziej kasowych filmów 2011 roku i 10. pozycję wśród najbardziej dochodowych filmów w historii kina.